# Ermineskin 138
Ermineskin 138 är ett reservat i Kanada.   Det ligger i provinsen Alberta, i den centrala delen av landet, 2 800 km väster om huvudstaden Ottawa.
Trakten runt Ermineskin 138 består till största delen av jordbruksmark. Trakten runt Ermineskin 138 är nära nog obefolkad, med mindre än två invånare per kvadratkilometer.